# Arase (satelita)
Arase (inne nazwy: SPRINT-B, ERG (od Exploration of energization and Radiation in Geospace)) – japoński satelita naukowy, użytkowany przez JAXA w celu obserwacji i badania pasów radiacyjnych. Wystrzelony na orbitę 20 grudnia 2016 o 11:00 czasu UTC z Centrum Kosmicznego Uchinoura na pokładzie rakiety Epsilon-2.

## Instrumenty badawcze
- XEP-e (Extremely high-energy electron sensor)[2][3]
- HEP-e (High-energy particle sensor - electron)[2]
- MEP-e (Medium-energy particle sensor - electron)[2]
- LEP-e (Low-energy particle sensor - electro)[2]
- MEP-i (Medium-energy particle - ion)[2]
- LEP-i (Low-energy particle - ion)[2]
- MGF (Magnetic Field Experiment)[2]
- PWE (Plasma Wave Experiment)[2]
- S-WPIA (Software Wave-Particle Interaction Analyzer)[2]